# Флаг Петергофа
Флаг внутригородского муниципального образования город Петерго́ф в Петродворцовом районе города Санкт-Петербурга Российской Федерации — опознавательно-правовой знак, служащий официальным символом муниципального образования.
Утверждён постановлением Муниципального Совета муниципального образования города Петергофа от 24 декабря 1998 года № 43 и внесён в Государственный геральдический регистр Российской Федерации с присвоением регистрационного номера 459.
8 октября 2009 года, решением Муниципального Совета муниципального образования город Петергоф № 84, предыдущее постановление было признано утратившим силу и утверждено новое положение о флаге города, которым описание и рисунок флага были оставлены без изменений.

## Описание
Представляет собой 3-х цветное полотнище с отношением ширины к длине 2:3 с расположением от древка равных вертикальных полос соответственно золотистого, красного и лазурного цветов, с односторонним изображением посередине, на центральной красной полосе золотого коронованного вензеля имени Петра I под золотой императорской короной с лазурными лентами, как основного элемента герба города Петергофа. Габаритная высота основного элемента герба составляет ½ высоты.